# استفانی فراپار
استفانی فراپار (به فرانسوی: Stéphanie Frappart‎؛ زادهٔ ۱۴ دسامبر ۱۹۸۳) داور فوتبال اهل فرانسه است. او از سال ۲۰۰۹ در فهرست داوران بین‌المللی فیفا قرار داشته‌است و چندین بازی مهم را داوری کرده‌است. او اولین زنی بود که در سال ۲۰۱۹ یک مسابقۀ مهم اروپایی مردان و یک مسابقۀ لیگ ۱ فرانسه را قضاوت کرد و اولین زنی بود که یک مسابقۀ لیگ قهرمانان اروپا را در سال ۲۰۲۰ قضاوت نمود. در سال ۲۰۲۱، فراپار اولین زنی بود که داوری یک مسابقۀ مقدماتی جام جهانی مردان را بر عهده گرفت. در سال ۲۰۲۲، او یکی از سه داور زن بود که برای قضاوت در جام جهانی انتخاب شد. در این چارچوب او بازی آلمان و کاستاریکا را داوری کرد و اولین زنی شد که در جام جهانی قضاوت کرده‌است.

## زندگی حرفه‌ای
فراپار فینال جام جهانی زنان ۲۰۱۹ بین آمریکا و هلند را قضاوت کرد و در ادامه به اولین داور زن تبدیل شد که مسئولیت قضاوت یک بازی در لیگ ۱ فرانسه بین دو تیم آمیان و استراسبورگ در آوریل سال ۲۰۱۹ را به عهده گرفت.
فراپار بازی سوپر جام اروپا ۲۰۱۹ میان دو تیم چلسی و لیورپول را قضاوت کرد. همچنین این داور زن فرانسوی دیدار یوونتوس و دیناموکیف در لیگ قهرمانان اروپا را سوت زد. در مسابقه پراهمیت میان هلند و لتونی که روز شنبه، ۲۷ مارس ۲۰۲۱ در آمستردام برگزار شد، داوری با استفانی فراپار بود. او اولین زن در تاریخ فوتبال است که در مسابقات جهانی میان تیم‌های مردانه سوت می‌زند.